# NGC 1396
NGC 1396 é uma galáxia {{{typ}}} localizada na direcção da constelação de Fornax. Possui uma declinação de -35° 26' 23" e uma ascensão recta de 3 horas, 38 minutos e 06,5 segundos.